# Quentin Halfmann

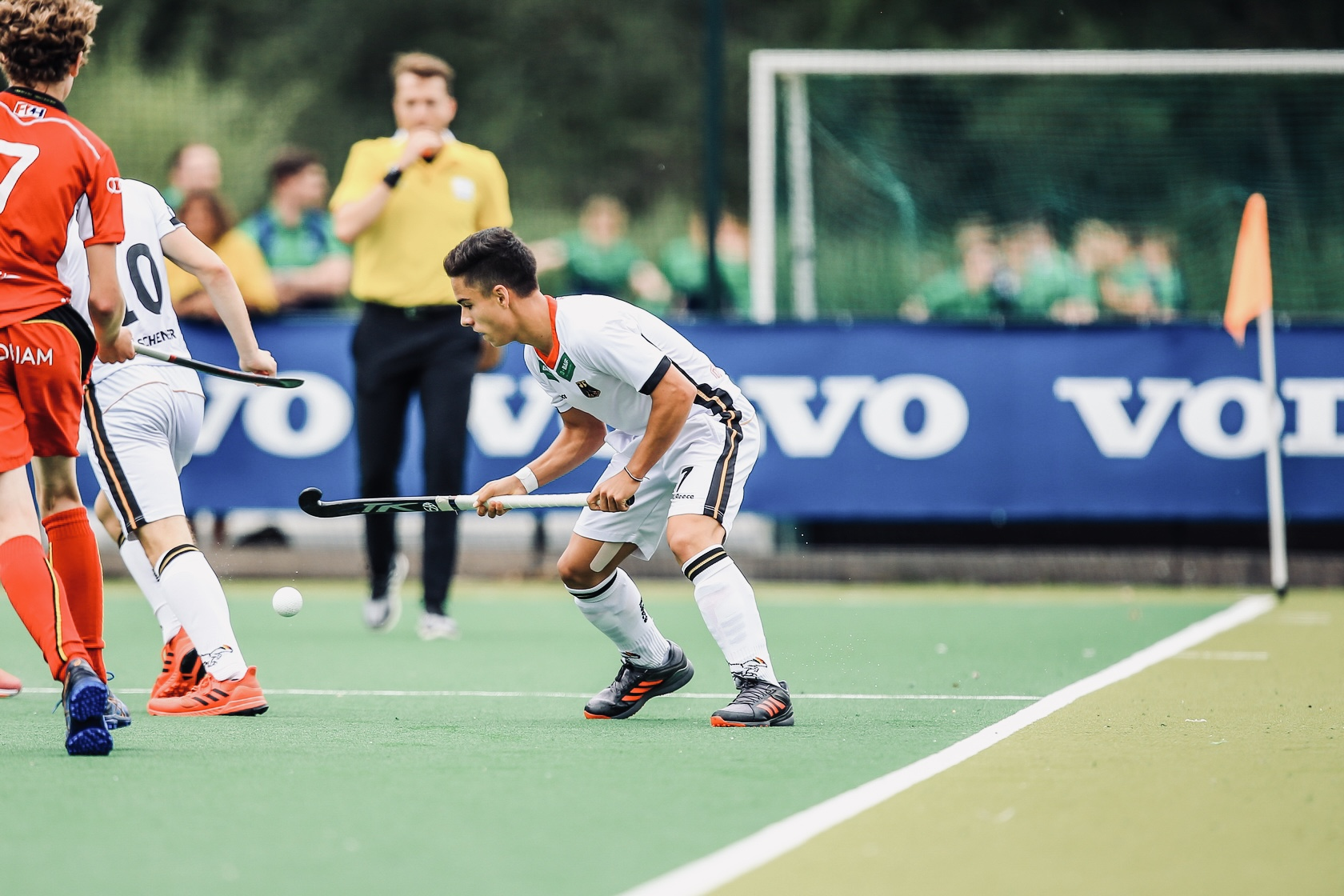

Quentin Halfmann (* 15. Mai 2002 in Düsseldorf) ist ein deutscher Hockey-Nationalspieler.

## Hockey
Halfmann ist Hockey-Bundesligaspieler, -Nationalspieler und spielt für den Erstligisten KTHC Stadion Rot-Weiss Köln. Zuvor spielte er im Ruhrgebiet bei Uhlenhorst Mülheim. Mit der Jugendmannschaft der Uhlenhorster gewann Halfmann vier Mal die Deutsche Meisterschaft. Des Weiteren gehört er der Jugendnationalmannschaft des Deutschen Hockey-Bundes an und konnte in einigen Länderspielen für Deutschland antreten.
Sein Abitur legte er am Mataré-Gymnasium in Meerbusch ab. Danach begann er ein Studium der Betriebswirtschaftslehre.